# Basketligaen
Basketligaen er navnet på den bedste basketballliga i Danmark. Turneringen er underlagt DBBF, men administreret selvstændigt af de deltagende klubber.
Holdene i ligaen må bruge et ubegrænset antal EU-borgere, men kun tre ikke EU-borgere.
Tidligere var Basketligaens navnesponsoreret som Canal Digital Ligaen og Jordanligaen, men har også tidligere (som nu) været uden sponsornavn. Første sponsornavn var Premierligaen og den har også tidligere heddet Elitedivisionen og 1. division.
Fra sæson 2021/2022 blev ligaen samlet til en liga igen. Ligaen startede med 10 hold og udvide sig til 11 da Holbæk/Stenhus sluttende sig til i 2022/23.

## Struktur

### Grundspillet
Grundspillet afvikles således at alle hold møder hinanden 1 gang på hjemmebane og 1 gang på udebane.

### Mellemspillet
Efter grundspillet deler ligaen sig i 2 - Playoff A og Playoff B. De 6 bedste hold havner i Playoff A og resten i Playoff B. Alle hold spiller på ny 2 kampe imod hinanden, 1 på hjemmebane og 1 på udebane. 

### Slutspillet
Det bedst klassificerede hold fra Playoff A har hjemmebanefordel fordi de får hjemmebane i ulige kampe (kamp 1, 3, 5 og 7). 

### Semifinaler (bedst á 5 kampe)
Serie 1S: Vinderen af Playoff A møder nummer 4 i Playoff A.

Serie 2S: Nummer 2 i Playoff A møder nummer 3 i Playoff A

### Finaler (bedst á 7 kampe)
Vinderen af "Serie 1S" møder vinderen af "Serie 2S"

### Bronzekamp (bedst á 1 kampe)
Taberen af "Serie 1S" møder taberen af "Serie 2S"

## Historie

### 1957-1976
Ligaen blev dannet i sæson 1957/1958 og den første Danmarksmester blev Aarhus Basketball Forening. Ligaen var dengang blot kendt som "1. Division i Basketball". Indtil 1975/1976 blev ligaen afgjort efter en udekamp og en hjemmekamp mod hver enkelt hold, og ligaen bestod altså derfor kun bestående af et grundspil. Foruden Aarhus Basketball Forening som vandt ligaens første sæson, så var denne periode domineret af hold i og omkring hovedstadsområdet.

### 1976-2018
I 1976/1977 blev slutspillet for første gang indført i dansk basketball. I dette format, mødtes holdene i serier (som bested af bedst af tre til bedst af syv an på sæsonen). Den første vinder med dette nye format var Falcon. Det første slutspil var kun for de 4 bedst klassificerende hold i grundspillet, men dette er ændret flere gange siden indførslen.
Foruden slutspil, blev der også indført et nedrykningspil. Vinderen af nedrykningsspillet klarede frisag og blev i ligaen, mens taberen rykkede ned i 1. division. Pladsen i ligaen blev så overtaget af vinderen af 1. divisions slutspil i den efterfølgende sæson. Strukturen var, mere eller mindre, den samme til og med sæson 2017/2018. I den følgende sæson, sæson 2018/2019, blev grundspillet delt op i to, Pro A og Pro B.

### 2018-2020
Basketligaen har siden 2018/2019 sæsonen bestået af en delt række; Pro A og Pro B. Alle hold i Pro A kvalificerer sig til slutspillet. I Pro B er det kun de 3 bedst kvalificerede hold som kvalificerer sig. I sin første sæson med dette formart (2018-19 sæsonen) var der 9 hold (5 i Pro A og 4 i Pro B), men intentionen er at der altid skal være 10 hold i ligaen. Inden 2019-20 sæsonen rykkede BK Amager op og fuldendte dette antal.

### 2021-nu
Basketligaen får nyt og mere konkurrencedygtigt format, da den igen samles til en liga i et grundspil, som herefter deles i Playoff A og Playoff B. Jævnbyrdigheden mellem modstanderne er langt større og hver kamp tæller ligegyldigt om man spiller Playoff A eller Playoff B.

## Hold i Basketligaen
I sæsonen 2022-23:
- Bakken Bears
- BK Amager
- Bears Academy
- Horsens IC
- Randers Cimbria
- BC Copenhagen
- Svendborg Rabbits
- Team FOG Næstved
- Værløse Blue Hawks
- BMS Herlev
- Holbæk/Stenhus

## Tidligere resultater
| Danmarksmestre 1995-2022 | Danmarksmestre 1995-2022 | Danmarksmestre 1995-2022 | Danmarksmestre 1995-2022 | Danmarksmestre 1995-2022    | Danmarksmestre 1995-2022                                                |
| Sæson                    | Hold                     | Guld                     | Sølv                     | Bronze                      | Nedrykning                                                              |
| ------------------------ | ------------------------ | ------------------------ | ------------------------ | --------------------------- | ----------------------------------------------------------------------- |
| 2023-24                  | 11                       | Bakken Bears             | Team FOG Næstved         | Horsens IC                  |                                                                         |
| 2022-23                  | 11                       | Bakken Bears             | Team Fog Næstved         |                             |                                                                         |
| 2021-22                  | 10                       | Bakken Bears             | Svendborg Rabbits        | Horsens IC                  |                                                                         |
| 2020-21                  | 10                       | Bakken Bears             | Horsens IC               | Svendborg Rabbits           |                                                                         |
| 2019-20                  | 10                       | Bakken Bears             | Randers Cimbria          | Horsens IC                  |                                                                         |
| 2018-19                  | 9                        | Bakken Bears             | Horsens IC               | Team FOG Næstved            |                                                                         |
| 2017-18                  | 8                        | Bakken Bears             | Horsens IC               | Randers Cimbria             | Hørsholm 79ers (trak sig)                                               |
| 2016-17                  | 8                        | Bakken Bears             | Horsens IC               | Svendborg Rabbits           | SISU (trak sig)                                                         |
| 2015-16                  | 8                        | Horsens IC               | Bakken Bears             | Team FOG Næstved            |                                                                         |
| 2014-15                  | 10                       | Horsens IC               | Bakken Bears             | Team FOG Næstved            | Aalborg Vikings, Værløse BBK (trak sig), Copenhagen Wolfpack (trak sig) |
| 2013-14                  | 10                       | Bakken Bears             | Randers Cimbria          | Horsens IC                  |                                                                         |
| 2012-13                  | 10                       | Bakken Bears             | Svendborg Rabbits        | Horsens IC                  |                                                                         |
| 2011-12                  | 10                       | Bakken Bears             | Svendborg Rabbits        | Team Fog Næstved            |                                                                         |
| 2010-11                  | 10                       | Bakken Bears             | Svendborg Rabbits        | Horsens IC                  |                                                                         |
| 2009-10                  | 10                       | Svendborg Rabbits        | Bakken Bears             | Hørsholm 79'ers             |                                                                         |
| 2008-09                  | 10                       | Bakken Bears             | Svendborg Rabbits        | Randers Cimbria             | Roskilde Basketball Club                                                |
| 2007-08                  | 9                        | Bakken Bears             | Svendborg Rabbits        | BK Amager                   |                                                                         |
| 2006-07                  | 12                       | Bakken Bears             | Svendborg Rabbits        | Horsens IC                  | AAB Basket, Horsens Basketball Club, Team Sjælland                      |
| 2005-06                  | 11                       | Horsens IC               | Bakken Bears             | BK Amager                   | Herlev                                                                  |
| 2004-05                  | 10                       | Bakken Bears             | SISU                     | Svendborg                   | Team Sjælland                                                           |
| 2003-04                  | 10                       | Bakken Bears             | Horsens IC               | Team Sjælland               | BK Skjold/Stevnsgade Basket                                             |
| 2002-03                  | 10                       | BF Copenhagen            | Bakken Bears             | SISU                        | BF Copenhagen (konkurs)                                                 |
| 2001-02                  | -                        | Værløse/Farum            | Aabyhøj IF               | Bakken Bears                |                                                                         |
| 2000-01                  | -                        | Bakken Bears             | Værløse/Farum            | BK Skjold/Stevnsgade Basket |                                                                         |
| 1999-00                  | -                        | Bakken Bears             | Horsens IC               | SISU                        |                                                                         |
| 1998-99                  | -                        | Bakken Bears             | SISU                     | Horsens IC                  |                                                                         |
| 1997-98                  | -                        | Horsens IC               | Skovbakken               | SISU                        |                                                                         |
| 1996-97                  | -                        | Skovbakken               | Hørsholm                 | Stevnsgade Basket           |                                                                         |
| 1995-96                  | -                        | Værløse BBK              | Stevnsgade Basket        | Horsens IC                  |                                                                         |
| 1994-95                  | -                        | Stevnsgade Basket        | Hørsholm                 | SISU                        |                                                                         |